# Посјет
„Посјет” је југословенски ТВ филм из 1986. године. Режирао га је Зринко Огреста који је написао и сценарио по новели Јири Марека.

## Улоге
| Глумац          | Улога |
| --------------- | ----- |
| Јован Личина    |       |
| Златко Црнковић |       |
| Зоја Одак       |       |
| Круно Валентић  |       |
| Вера Зима       |       |
| Иво Фици        |       |
| Иван Пенавић    |       |